# Anika Keil
Anika Keil ist eine deutsche Journalistin und Fernsehmoderatorin.

## Leben
Keil wuchs im Ruhrgebiet auf. Sie studierte Medienwissenschaften an der Universität Duisburg-Essen sowie der Ruhr-Universität Bochum. Während ihres Studiums war Keil ab 2008 als studentische Hilfskraft im WDR-Regionalstudio in Duisburg tätig. Zunächst für die Fernsehredaktion tätig, arbeitete sie später als Autorin unter anderem für die Lokalzeit aus Duisburg sowie die Hörfunksender KiRaKa und WDR 5.
Nach ihrem Studienabschluss absolvierte sie ein journalistisches Volontariat beim Südwestrundfunk. Für die Redaktion der Nachrichtensendung SWR Aktuell Rheinland-Pfalz ist sie seit 2017 als Reporterin tätig. Sie konzipierte und moderierte seit 2020 das Onlineformat SWR Aktuell Update und präsentierte seitdem auch als Moderatorin die regulären Ausgaben der Sendung im SWR Fernsehen. Zudem moderiert sie für den SWR die Formate Menschen & Momente sowie Landesart. 2021 kehrte sie zum Westdeutschen Rundfunk zurück und übernimmt dort seit 14. Oktober 2021 im Wechsel mit Ines Rothmeier und Marc Schulte die Moderation der Lokalzeit aus Duisburg, ist aber weiterhin auch für den Südwestrundfunk tätig.